# Maria Elisa Guimarães
Maria Elisa Guimarães Zanini (Rio de Janeiro, 23 de setembro de 1958) é uma nadadora brasileira, que participou de uma edição dos Jogos Olímpicos pelo Brasil.
Formada em arquitetura e belas artes, atualmente trabalha no ramo da construção civil.

## Trajetória esportiva
Começou a nadar aos seis anos, nas escolinhas de natação do Flamengo; aos 10 anos ingressou na equipe competitiva do clube.
Aos 15 anos participou do Campeonato Mundial de Esportes Aquáticos de 1973 em Belgrado, o primeiro mundial de natação de todos, onde terminou em décimo nos 400 metros livre, 12º nos 800 metros livre, e 15º nos 200 metros livre.
Participou do Campeonato Mundial de Esportes Aquáticos de 1975 em Cali. Nos 800 metros livre, terminou em 17º lugar, com o tempo de 9m34s48, longe do seu recorde pessoal, que era o recorde sul-americano (9m15s77).Nos 400 metros livre, ela terminou em 17º lugar, com o tempo de 4m34s89, longe do seu recorde sul-americano (4m29s32).
Nos Jogos Pan-Americanos de 1975 na Cidade do México, ganhou uma medalha de bronze no revezamento 4x100 metros livre. Também terminou em quinto lugar nos 200 metros livre, quinto nos 400 metros livre, e sexto nos 800 metros livre.
Nas Olimpíadas de  de 1976 em Montreal, nadou os 400 metros livre e os 800 metros livre, não chegando à final das provas.
Participou do Campeonato Mundial de Esportes Aquáticos de 1978 em Berlim Ocidental, onde terminou em 19º lugar nos 200 metros livre, e 34º lugar nos 100 metros livre.
Nos Jogos Pan-Americanos de 1979 em San Juan, terminou em quinto lugar no revezamento 4x100 metros livre, quinto no revezamento 4x100 metros medley, sexto nos 200 metros livre, e 14º nos 100 metros livre.
Encerrou a carreira em 1979, na volta do Pan de San Juan. Bateu o recorde sul-americano em todas as provas de nado livre (100, 200, 400, 800 e 1500 metros livre). Foi a primeira mulher da América do Sul a quebrar a barreira do minuto nos 100 metros livre.